# Чемпіонат Південної Америки з футболу 1941
Чемпіонат Південної Америки з футболу 1941 року — шістнадцятий розіграш головного футбольного турніру серед національних збірних Південної Америки. У зв'язку зі святкуванням чотирьохсотріччя з дня, коли Педро де Вальдівія заснував Сантьяго, Чилі попросила проведення чемпіонату. У зв'язку з цим цей чемпіонат розглядався як "додатковий" (переможець не отримував ніякого призу).
Турнір відбувався у Сантьяго, столиці Чилі, з 2 лютого по 4 березня 1941 року. Переможцем вшосте стала збірна Аргентини, вигравши усі свої матч на турнірі.

## Формат
Відбірковий турнір не проводився. Від участі у турнірі відмовилась Болівія, Бразилія, Колумбія і Парагвай. В підсумку у турнірі взяло участь п'ять учасників: Аргентина, Чилі, Еквадор, Перу і Уругвай, які мали провести один з одним матч за круговою системою. Переможець групи ставав чемпіоном. Два очки присуджувались за перемогу, один за нічиєю і нуль за поразку. У разі рівності очок у двох лідируючих команд призначався додатковий матч.

## Стадіони
| Сантьяго             |
| Національний стадіон |
| Місткість: 70,000    |
|                      |

## Підсумкова таблиця
| Збірна    | І | В | Н | П | ГЗ | ГП | Р   | О |
| --------- | - | - | - | - | -- | -- | --- | - |
| Аргентина | 4 | 4 | 0 | 0 | 10 | 2  | +8  | 8 |
| Уругвай   | 4 | 3 | 0 | 1 | 10 | 1  | +9  | 6 |
| Чилі      | 4 | 2 | 0 | 2 | 6  | 3  | +3  | 4 |
| Перу      | 4 | 1 | 0 | 3 | 5  | 5  | 0   | 2 |
| Еквадор   | 4 | 0 | 0 | 4 | 1  | 21 | −20 | 0 |

| 2 лютого 1941 |

| Чилі                                              | 5–0 | Еквадор |
| ------------------------------------------------- | --- | ------- |
| Toro 10' Соррель 18', 78' Перес 25' Контрерас 43' |     |         |

| Національний стадіон, Сантьяго Арбітр: Хосе Масіас (Аргентина) |

| 9 лютого 1941 |

| Уругвай                                                     | 6–0 | Еквадор |
| ----------------------------------------------------------- | --- | ------- |
| Ріверо 9', 23', 87' Гамбетта 16' Порта 39' Лаурідо 75' (аг) |     |         |

| Національний стадіон, Сантьяго Арбітр: Альфредо Варгас (Чилі) |

| 9 лютого 1941 |

| Чилі      | 1–0 | Перу |
| --------- | --- | ---- |
| Перес 20' |     |      |

| Національний стадіон, Сантьяго Арбітр: Хосе Масіас (Аргентина) |

| 12 лютого 1941 |

| Аргентина      | 2–1 | Перу         |
| -------------- | --- | ------------ |
| Морено 2', 72' |     | Сокаррас 53' |

| Національний стадіон, Сантьяго Арбітр: Альфредо Варгас (Чилі) |

| 16 лютого 1941 |

| Аргентина                                  | 6–1 | Еквадор    |
| ------------------------------------------ | --- | ---------- |
| Марвессі 3', 17', 28', 39', 59' Морено 30' |     | Фрейре 47' |

| Національний стадіон, Сантьяго Арбітр: Анібаль Техада (Уругвай) |

| 16 лютого 1941 |

| Уругвай                | 2–0 | Чилі |
| ---------------------- | --- | ---- |
| Круче 35' Чіріміні 78' |     |      |

| Національний стадіон, Сантьяго Арбітр: Хосе Масіас (Аргентина) |

| 23 лютого 1941 |

| Перу                                    | 4–0 | Еквадор |
| --------------------------------------- | --- | ------- |
| Т. Фернандес 25', 32', 48' Вальєхас 36' |     |         |

| Національний стадіон, Сантьяго Арбітр: Віктор Франсіско Рівас (Чилі) |

| 23 лютого 1941 |

| Аргентина  | 1–0 | Уругвай |
| ---------- | --- | ------- |
| Састре 53' |     |         |

| Національний стадіон, Сантьяго Арбітр: Альфредо Варгас (Чилі) |

| 26 лютого 1941 |

| Уругвай               | 2–0 | Перу |
| --------------------- | --- | ---- |
| Ріфофф 37' Варела 70' |     |      |

| Національний стадіон, Сантьяго Арбітр: Хосе Масіас (Аргентина) |

| 4 лютого 1941 |

| Аргентина  | 1–0 | Чилі |
| ---------- | --- | ---- |
| Гарсія 71' |     |      |

| Національний стадіон, Сантьяго Арбітр: Анібаль Техада (Уругвай) |

## Чемпіон
| Чемпіон Південної Америки 1941 |
| ------------------------------ |
| Аргентина 6-й титул            |

## Найкращі бомбардири
5 голів
- Хуан Марвессі

3 голи
- Хосе Мануель Морено
- Теодоро Фернандес
- Ісмаель Ріверо

2 голи
- Рауль Перес
- Енріке Соррель

Автогол
- Хорхе Лаурідо